# Салаватская
Салаватская — пещера в Усть-Катавском городском округе Челябинской области.

## География
Пещера находится примерно в 20 километрах от города Усть-Катав, в Салаватском хребте, на правом берегу реки Юрюзань, вблизи впадения в неё ручья Каргашанского, у посёлка Верхняя Лука.

## Описание
Пещера представляет собой карстовую полость коридорно-гротового типа, горизонтальную, сложной формы с разветвленной системой ходов, общая длина которых составляет 322 метра. Салаватская выработана водами ручья Каргашанского, ранее протекавшего по подземным каналам, в массиве палеозойских известняков девонского периода. Ходы и гроты пещеры развиты преимущественно в восточном направлении. Имеется четыре входа в пещеру, все они расположены в основании известнякового обнажения высотой от 30 до 50 метров.

## Охранный статус
Пещера с 1987 года является геологическим и геоморфологическим памятником природы. С 2021 года входит в состав более крупного памятника природы — Река Юрюзань от Смирновского моста до устья реки Наси.